# Джем (султан)
Джем-султан, или Джем, Зизим (Гияс ад-Дин Джем; осман. جم سلطان‎, тур. Cem Sultan, тур. Cem; лат. Zyzymy, фр. Zizim, Djem; 27 Сафара 864 года Хиджры (22/23 декабря 1459) — 25 февраля 1495) — младший сын турецкого султана Мехмеда II. Джем претендовал на османский трон после смерти отца и предлагал своему брату Баязиду II разделить между собой империю. После нескольких поражений от брата в гражданской войне претендент бежал сначала в Египет, а затем на Родос, к госпитальерам. С Родоса он был отправлен великим магистром во Францию как пленник, хотя сам он об этом не догадывался и питал надежду получить убежище и помощь. Переговоры Баязида с госпитальерами и папой привели к тому, что Джем был заключён в замке ордена, а Баязид выплачивал за его содержание под стражей 40 или 45 тысяч дукатов в год. После переговоров госпитальеров с папой Иннокентием VIII Джем (как и права на ежегодные выплаты от Баязида) был передан ему. Следующий папа Александр VI передал Джема Карлу VIII под обещание начать крестовый поход против османов, хотя Джем неоднократно заявлял, что не станет участвовать в войне против единоверцев.
После смерти Джема его тело было передано Баязиду и захоронено в Бурсе.
Джем был известным поэтом и переводчиком поэзии.

### Османские жизнеописания Джема
- «События из жизни султана Джема» (осман. واقعات سلطان جم‎) — биография претендента, написанная одним из приближённых к нему лиц, которые были рядом с Джемом до его смерти. По мнению Х. Иналджика, это «простая и верная история и, несомненно, самый подробный и надежный рассказ о жизни Джема». Она датируется 920 годом Хиджры (1514 год), вскоре после победы Селима I, сына Баязида II, над своими братьями. Хотя автор и не указал своего имени, в 1927 году Ф. Бабингер предположил, что им был дефтердар принца Хайдар. В 1954 году это предположение поддержал и обосновал Х. Иналджик[6].
- «Книга изгнания султана Джема» (осман. غربت نامه سلطان جم‎) — копия предыдущей биографии, выполненная при Сулеймане I с некоторыми изменениями. Автор копии иначе описывает смерть Джема и разбавляет текст вставками с длинными спорами об исламе и христианстве, предположительно имевшими место между Джемом и папой. В остальном текст оставлен без изменений[7]. По мнению Х.Иналджика, автором Ghurbetname был нишанджы Джема Саадуллах бин Мустафа (Саади)[8].
- «Восемь кругов рая» (осман. هشت بهشت‎) — труд Идриса Бидлиси (1455—1520), написанный по приказу Баязида II. По мнению Х. Иналджика, главным источником Идриса о Джеме был Мустафа-паша, великий визирь во времена работы Идриса над книгой. В 1489—1490 годах Мустафа, бывший тогда капиджи-баши, ездил к папе Иннокентию VIII как посол Баязида для переговоров о Джеме[9].
- «Летопись династии Османа» (осман. تواريخ آل عثمان‎) — труд историка шейх аль-ислама Кемаль-паша-заде (1468—1534)[9].
- «Корона летописей»[тур.] (осман. تاج التواريخ‎) — труд шейх-аль-ислама Саад-эд-дина эфенди, в котором хронологически, по царствованиям, изложена история Османской династии от её начала до 1522 года. Труд Саад-эд-Дина, представленный Мураду III в 1584 году, является основным источником сведений о жизни Джема для современных историков[10]. Саад-эд-дин, считающийся первым османским официальным историографом, использовал «События из жизни султана Джема» и «Восемь кругов рая». У Идриса Бидлиси он позаимствовал рассказ о смерти принца[11].

### Архивные османские документы
В архиве музея Топкапы хранятся письма Джема, а также дипломатическая переписка канцелярии Баязида, связанная с побегом Джема и его пребыванием за пределами империи. Некоторые документы включены Феридуном Ахмедом в его труд «Муншаат ус-Салатин» (Переписка султанов). Эти документы пока до конца не изучены, большинство из них не датировано. Дефтеры Карамана и Коньи содержат документы, подписанные Джемом в бытность санджакбеем во время правления отца.

### Европейские источники
События, связанные с жизнью Джема, отражены в дипломатической переписке Ватикана, Матьяша Корвина, Карла VIII. О Джеме писали Марино Санудо, Филипп де Коммин, Сигизмондо деи Конти, Маттео Боссо, Андреа Мантенья и Иоганн Бурхард. Описание части жизни Джема содержится в сочинении Гийома Каурсина, служившего на различных постах в ордене госпитальеров до 1484 года и бывшего послом ордена к Иннокентию VIII.

## Биография

### Ранние годы
Отцом Джема был султан Мехмед II, который в 1453 году захватил Константинополь. Матерью Джема была одна из жён или наложниц Мехмеда, Чичек-хатун. Слухи и легенды приписывали ей происхождение из знатного сербского рода, из французской королевской семьи, её называли венецианкой или венгеркой и племянницей Матьяша Корвина. Ф. Бабингер писал, что Чичек-хатун происходила из турецкой мусульманской семьи. Арабский историк Ибн Ийас, живший в Каире в то же время, что и Чичек, и, возможно, встречавшийся с ней, писал, что Чичек попала в гарем как пленница. Само имя Чичек («цветок») говорит о том, что она была рабыней, поскольку только рабыням давали имена, связанные с цветами (Чичек, Нилюфер).
Джем родился 27 Сафара 864 года Хиджры в Эдирне и был младшим (третьим) сыном Мехмеда II. Братья Джема, Баязид и Мустафа, родились в 1447 и 1450 годах соответственно. Ходили слухи, что Мехмед не был рад рождению третьего сына, поскольку считал большое количество сыновей опасным. Кроме того, недовольство Мехмеда было вызвано косым глазом ребёнка. Султан был настолько недоволен, что от гнева пнул ногой колыбель с младенцем. Описания внешности Джема, оставленные европейцами, отмечают этот дефект внешности (полузакрытый или косящий глаз). В дальнейшем, несмотря на этот недостаток, Джем был любим отцом.
Первые четыре года Джем провел при матери в Эдирне. В 4 года началось его образование; известно, что он изучал персидский и арабский языки. В 9 лет мальчик был отправлен с матерью в санджак. Османский историк XVI века Кемаль-паша-заде писал, что Джем был санджакбеем Магнесии, но большинство учёных полагают, что эти его сведения ненадёжны. В середине января 1469 года (первые десять дней Раджаба 873 года Хиджры) Джем был отправлен санджакбеем в Кастамону в сопровождении двух наставников. Кастамону в то время был одним из культурных центров империи. Именно там Джем заинтересовался персидской поэзией. Возможно, что свою первую газель десятилетний Джем написал в Кастамону. Согласно Кемаль-паша-заде (1468—1534), в 1470/1401 году (875 году Хиджры) Джем приезжал в Стамбул для сюннета (обрезания). Ещё раз Джем покидал свой санджак в 1473 году во время кампании своего отца в Анатолии против Узун-Хасана. Мехмед отправил Джема в бывшую столицу Османской империи Эдирне (в Румелии), чтобы охранять европейские границы империи, пока армия Мехмеда находилась в Азии. По сообщению Анджиолелло, взятого в плен в Негропонте и служившего в 1474 году в свите Мехмеда, более 40 дней в столице от Мехмеда не было вестей. По указанию своих воспитателей Джем принял от высших чиновников присягу на верность как султан. Вернувшийся с победой из кампании Мехмед простил сына, однако велел казнить обоих его наставников (Кара-Сулеймана и Насуха), обвинив их в измене и считая ответственными за ошибки сына. В 1474 году после скоропостижной смерти брата Мустафы Джем был назначен в Конью санджакбеем Карамана. Там он продолжил своё образование. Османский хронист Ашик-паша-заде писал, что Джем вёл в Конье весёлую жизнь и шесть лет, проведённых в Карамане, были самыми счастливыми годами жизни принца. По мнению историков литературы, большинство стихов было написано Джемом именно там. «В большинстве случаев он говорил о поэзии, а его занятием было изучение писания поэтов». Однако внимание принца не было посвящено только веселью и поэзии. В дополнение к знаниям в области науки и культуры он приобрел такие навыки, как владение оружием и лошадьми. По словам Ашик-паша-заде, в Карамане Джем совершенствовался как воин. Он добавил несколько колец к булавам сельджукского султана Алаэддина, сохранившимся в Конье и Ларинде. Одно время булаву принца, которую ни один другой человек не мог вращать, ещё можно было увидеть у ворот гавани Константинополя (Iskele Kapusi). Имена поэтов, живших при дворе принца, сохранились благодаря записям его нишанджы Саaди и дефтердара Хайдара, сопровождавших принца в его скитаниях.
В период пребывания на посту санджакбея Карамана Джем в первый раз вступил в контакт с орденом госпитальеров. В 1479 году по поручению Мехмеда Джем вёл от его имени переговоры с госпитальерами. Посланцы Джема предложили рыцарям постоянный мир в случае их согласия платить ежегодную дань. Платить дань госпитальеры отказались, но было достигнуто перемирие, продлившееся до 23 мая 1480 года, когда Мехмед предпринял безуспешную попытку захватить Родос.

### Смерть Мехмеда
3 мая 1481 года Мехмед умер, и это стало началом многолетнего конфликта между его сыновьями. Согласно традиции Византийской империи (а после взятия Константинополя в 1453 году султан Мехмед стал именовать себя Римским цезарем), наследовать империю должен был сын, рожденный первым после вступления отца на престол, багрянородный. Поскольку Баязид родился в 1447 году, как раз в тот период, когда Мехмед II был отстранён своим отцом от власти, то первым сыном, появившимся на свет после возвращения Мехмедом султанского титула, был именно Джем. Однако османская система наследования не отдавала предпочтения ни одному из сыновей султана. В этой системе все сыновья и братья султана имели равные права на престол: не имело значения, кто был старше, а кто младше, была ли мать претендента женой султана или его наложницей. Когда султан умирал, новым султаном становился тот, кто раньше других успевал прибыть в столицу после смерти отца и принять присягу от чиновников, улемов и войск.
Позже ходили слухи, что Мехмед более благоволил младшему сыну. Об этом сообщали Т. Спандунес и М. Санудо, но насколько сообщаемые ими сведения достоверны, невозможно установить. В пользу предположения, что Мехмед предпочитал Джема Баязиду, выдвигались следующие аргументы:
- Бо́льшая схожесть характеров младшего сына и Мехмеда[32].
- К 1481 году у Баязида было слишком много сыновей (Абдуллах, Шехин, Алем, Ахмед, Мехмед, Махмуд, Коркут, Селим), что было чревато междоусобицами в будущем, в то время, как у Джема было только два сына.
- Баязид якобы становился слишком уверенным и воинственным. Т. Спандунес утверждал, что в последней экспедиции (при её подготовке султан умер) Мехмед хотел избавиться от него[33].
- Мехмед дал Джему санджак со столицей в Конье, который был ближе к столице, чем санджак Баязида со столицей в Амасье[34].

Против версии о предпочтении Джема Мехмедом говорит тот факт, что Мехмед назначил двоих взрослых сыновей Баязида, Абдуллу и Ахмеда, санджакбеями в Анатолию, усилив тем самым партию Баязида.

### Война с братом

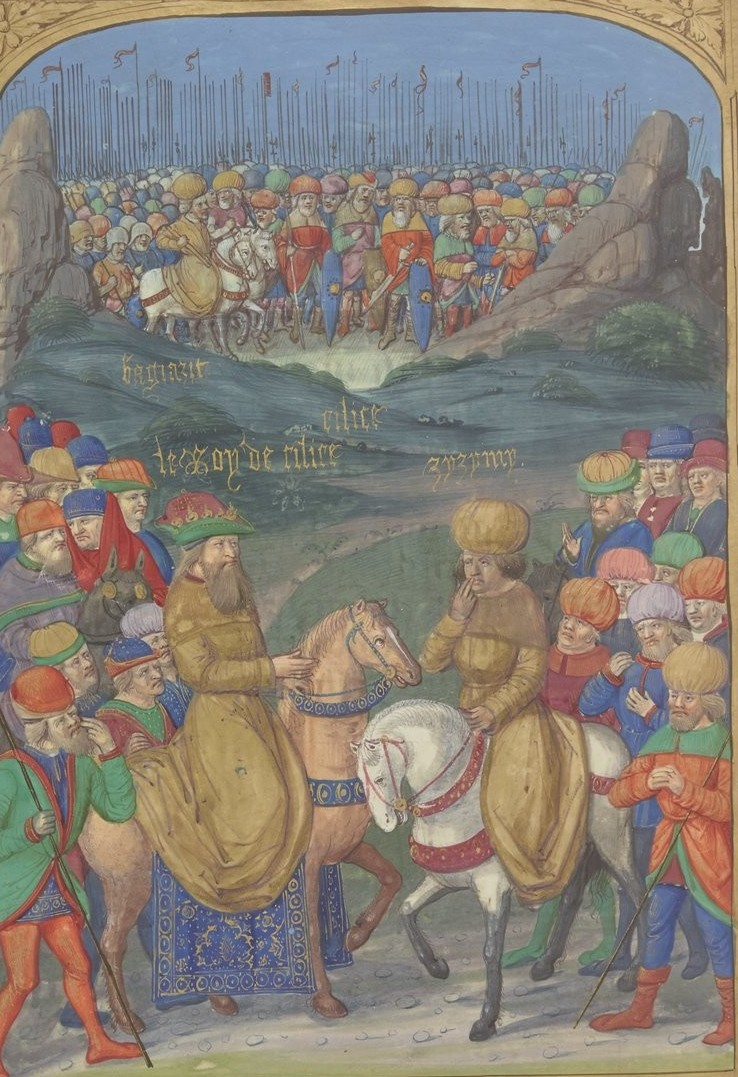
Касым-бей (Roy de Cilice) и Джем (Zyzyme).
Obsidio Rhodia (BNF, Ms latins n° 6067)

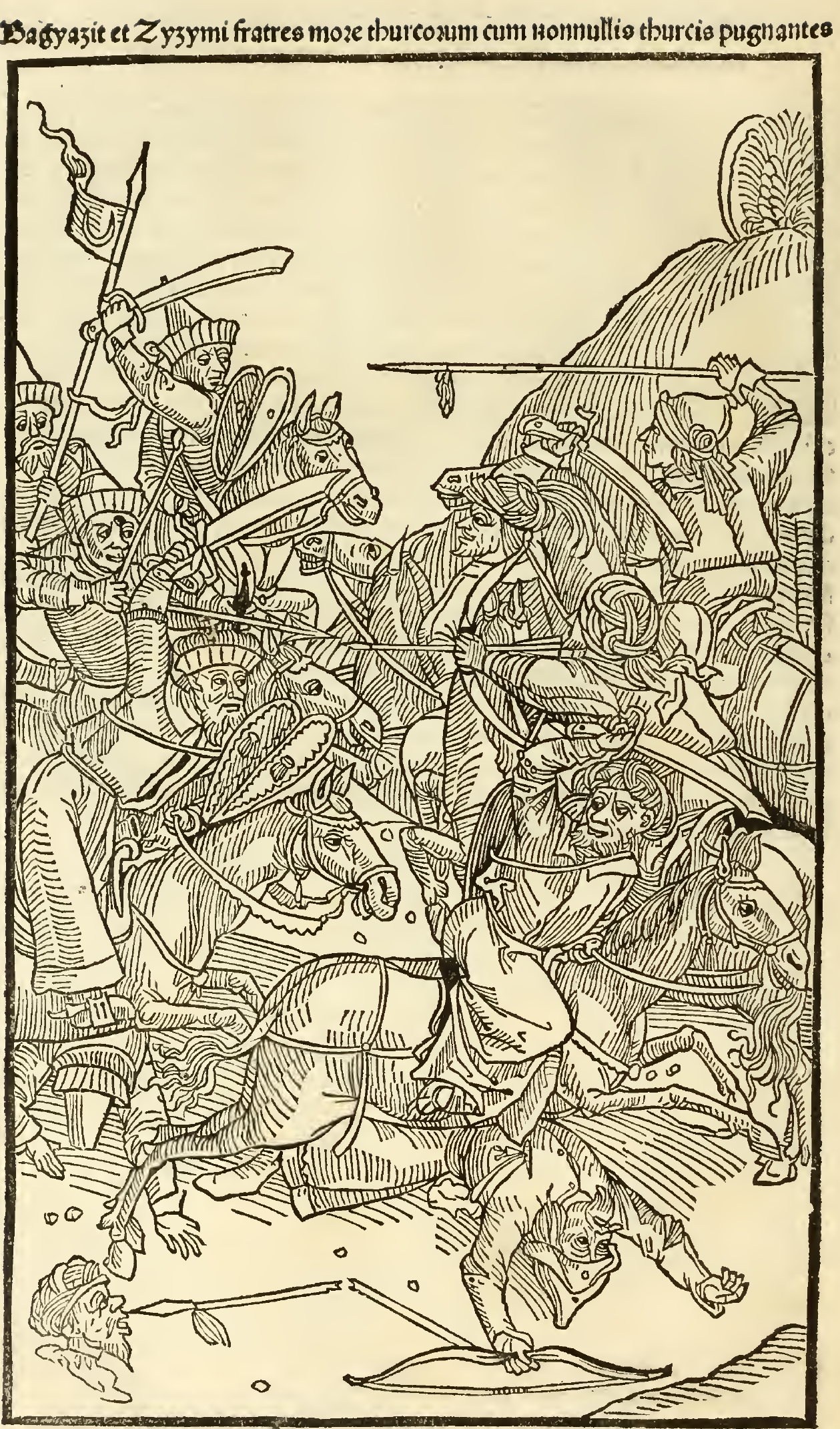
Сражение между войском Джема и армией Баязида.

Джема поддерживал великий визирь Караманлы Мехмед-паша. После смерти Мехмеда визирь и кадиаскер решили скрыть смерть султана, чтобы облегчить Джему восшествие на трон. Мехмед-паша послал Джему письмо с призывом прибыть как можно скорее, рассчитывая, что тот успеет прибыть в столицу первым. Однако партия Баязида была сильнее. В санджаке, образованном на территории бывшего Бейлика Хамид в Анатолии, соседнем с Караманом и контролировавшем пути в Караман из Румелии, санджакбеем был Херсекли Ахмед-паша, женатый на дочери Баязида. Два сына Баязида управляли санджаками, причём один из них — в Магнесии. Бейлербей Анатолии, Синан-паша, был женат на сестре Баязида. Аги янычар, солаков и ичогланов тоже были связаны с Баязидом браками и приняли сторону старшего из двух братьев. Слухи о смерти султана и действиях великого визиря быстро дошли до янычар. Занимая ключевые посты, сторонники Баязида блокировали дороги в Анатолии и перехватили гонцов, ехавших к Джему. В столице враги великого визиря, поддерживаемые янычарами, схватили и убили его. В это время в Стамбуле жил сын Баязида Коркуд, которого Мехмед держал в заложниках. Сторонники Баязида провозгласили 11-летнего Коркуда заместителем султана. Баязид добрался до Стамбула 21 мая и на следующий день был объявлен в Диване султаном.
В это время Джем добрался до старой столицы Османской империи Бурсы. При поддержке четырёх тысяч воинов он нанес поражение гарнизону, занял город 28 мая и провозгласил себя султаном Анатолии. Его имя читали в хутбе и чеканили на монетах. В это время во дворце Бурсы жила Сельчук-хатун — дочь Мехмеда-челеби, сестра Мурада II и тётя Мехмеда II. В семье её уважали, она была старейшим членом клана, её называли «Великой тётей», а в городе — «королевой Бурсы» (Sitti Melike). Джем послал Баязиду письмо и попросил «Великую тётю» передать его и стать его послом. Повидав битвы своего отца с его братьями, Сельчук-хатун хотела мира и пыталась уговорить Баязида разделить империю, оставив Джему Анатолию. Однако Баязид отверг это предложение. В итоге правление Джема продолжалось только 18 дней. По приказу его старшего брата опытный военачальник Гедик Ахмед-паша, бывший до этого лалой Джема, был вызван из Отранто, где находился в рейде. Он возглавил кампанию против своего бывшего воспитанника. 20 июня 1481 года Гедик Ахмед-паша и Абдулла, старший сын Баязида и санджакбей Магнесии, у Енишехира разбили войско Джема и Касыма Караманида. Потерпев поражение, Джем бежал и 25 июня прибыл в Конью. После короткого отдыха побеждённый принц с матерью, женой и детьми 9 июля отступил к Тарсу, находившемуся под управлением Рамазаногуллары, вассалов мамлюкского султана.

### Бегство
Сын Кайтбея, султана Египта, Ашраф Мохаммед бен Каитбей, был мужем единственной дочери Джема — Айши. Поэтому Джем принял решение искать убежища в Каире и 25 сентября достиг столицы Египта. Пробыв в Каире 4 месяца, Джем отправился в хадж в Мекку, откуда вернулся в Каир 20 февраля 1482 года. В Каире принц получил послания из Анатолии. Касым-бей, представитель Караманидов, и санджакбей Анкары Мехмед, недовольный новым султаном, призывали претендента вернуться. Несмотря на возражения мамлюков, султан Кайтбей разрешил Джему покинуть Египет. В Алеппо Джем прибыл 6 мая 1482 года (17 Раби аль-авваля 887 г. Х.). Там к претенденту присоединились Касым и Мехмед-бей. Войска разделились, и Джем и Касым осадили Конью. Во время осады Джем получил письмо брата, предлагавшего ему отказаться от претензий на трон за немалое вознаграждение, но проигнорировал его. Мехмед-бей в это время направился к Анкаре. По пути он встретился с османским отрядом, потерпел поражение и был убит в Кубук-Ова. Когда новость о его смерти дошла до Касыма и Джема, они отказались от осады Коньи и направились к Анкаре. Их марш был прерван ещё одной вестью: они узнали, что Баязид лично возглавил армию, двигавшуюся им навстречу. Испугавшись Баязида, армия Джема покинула его. 17 июня 1482 года (29 Раби ас-сани 887 г. Х.) он бежал в Таш-или в Карамане и оттуда послал письмо Баязиду, в котором опять просил передать ему хотя бы часть территории Османской империи. Баязид отверг просьбу брата. Единственное, что пообещал Джему его старший брат — ежегодное пособие в размере миллиона акче при условии, что он не станет больше претендовать на трон и будет жить в Иерусалиме. Но Джем отверг и эту сделку.
По словам османских историков Латифи и Шехи, Джем написал брату:

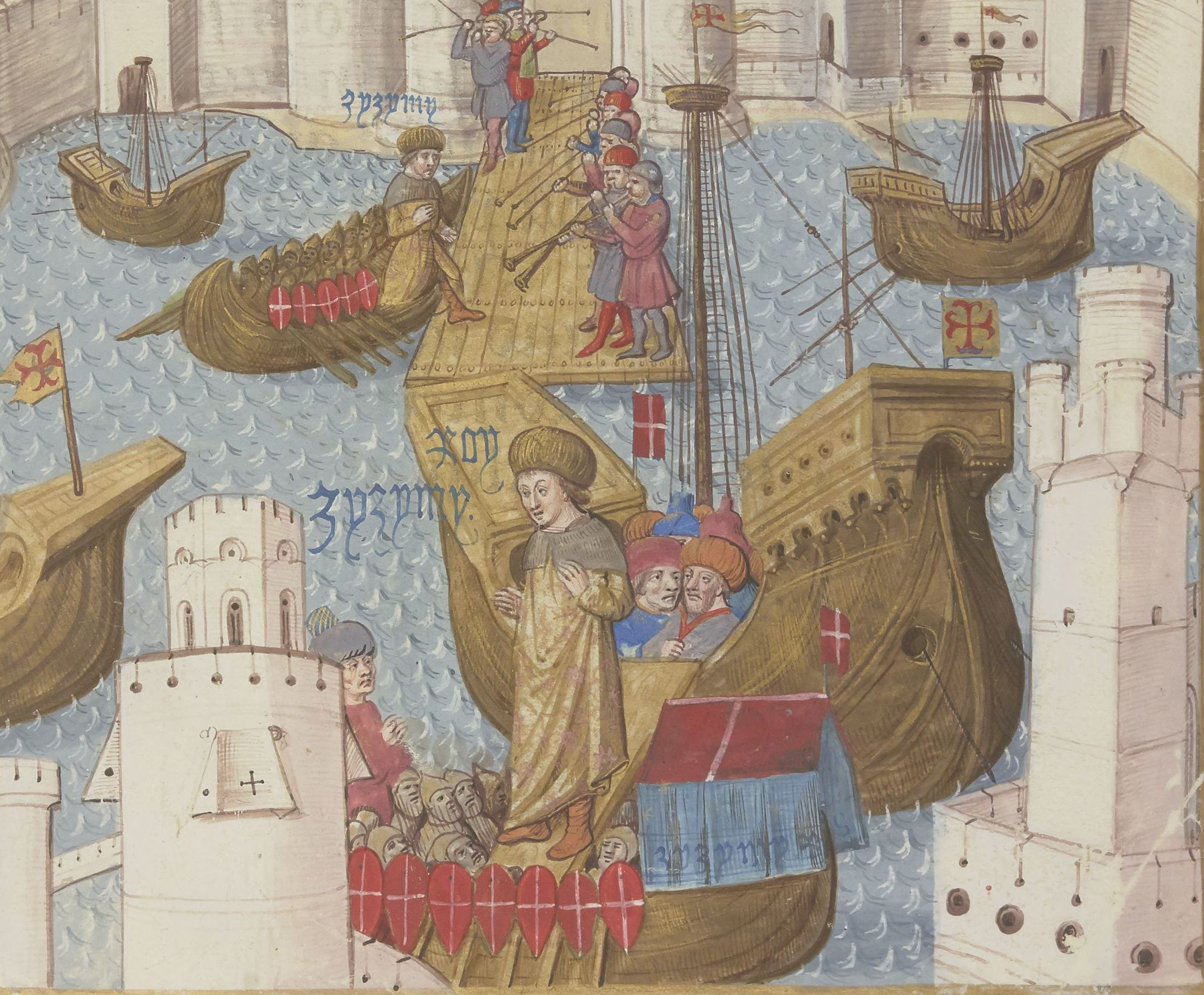
Пьер д’Обюссон встречает Джема на Родосе в 1482 году.
Obsidio Rhodia (BNF, Ms latins n° 6067)

« С улыбкой на ложе из роз наслаждаешься ты,

В подземелье в скорби и пепле пребываю я. — Почему так?»
Султан ответил брату:
«Судьбою империя отдана мне,

Но ты не уступаешь. — Почему так?

„Я паломник к святым местам“ — заявляешь ты.

И к суетному султанству стремишься. — Почему так?»
Касым, который не отказывался от идеи восстановить свой бейлик (Караман), убедил Джема перебраться в Румелию морем. С этой целью 10 июля 1482 года (24 Джумада 887 г. Х.) Джем заключил соглашение с Пьером д’Обюссоном, великим магистром ордена госпитальеров. Госпитальеры обещали перевезти Джема на Балканы. Соглашение гарантировало Джему безопасность, возможность спокойно прибыть на Родос и беспрепятственно его покинуть. 29/30 июля 1482 года, полный новых надежд, Джем прибыл на Родос (13 Джумада ас-сани 887 г. Х.). С Пьером д’Обюссоном он был знаком со времён управления санджаком в Конье. Великий магистр написал папе, что принца следует использовать как инструмент уничтожения Османской империи. Джем же надеялся, что с помощью христиан сможет достичь соглашения о разделении империи с братом.

### В плену госпитальеров

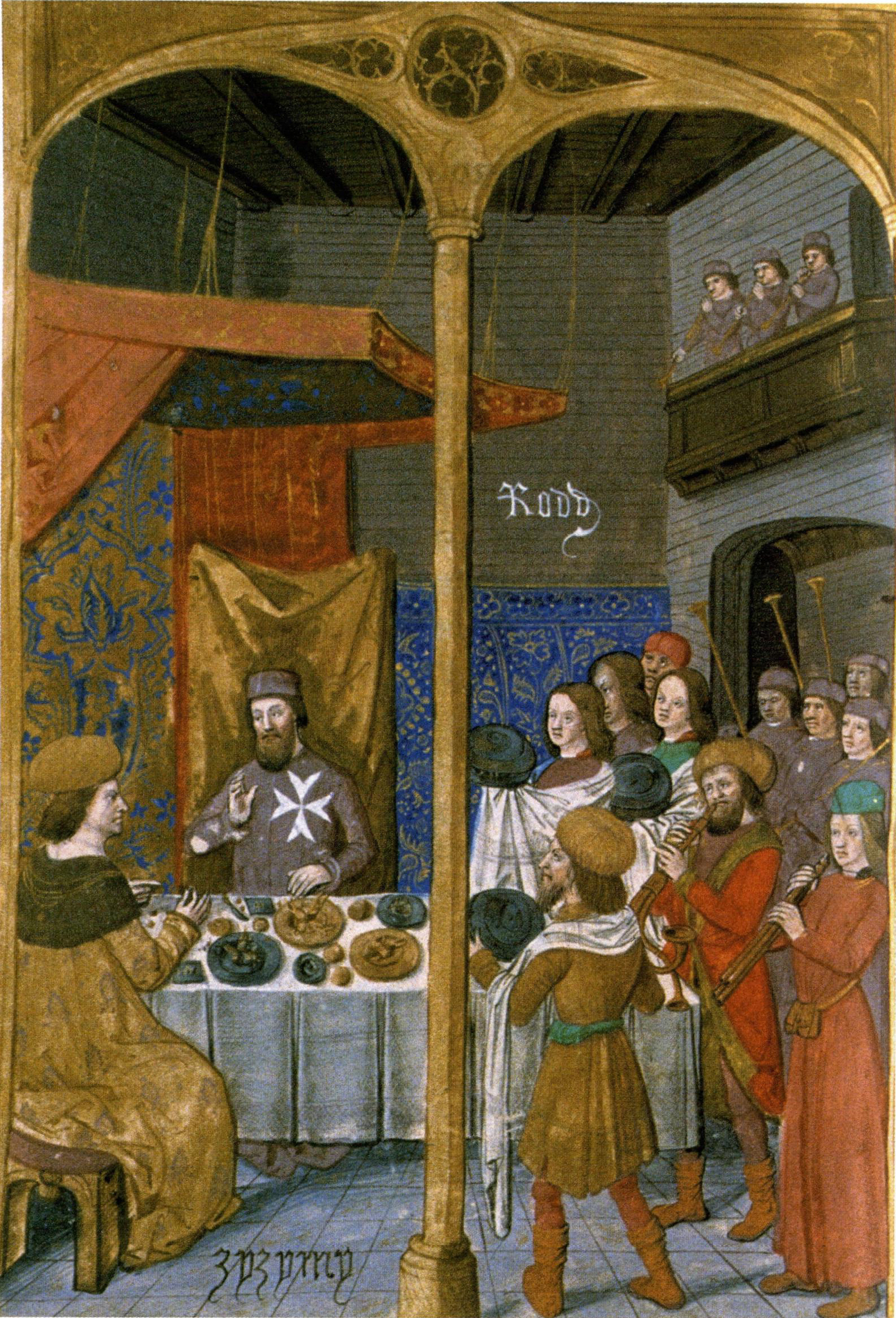
Джем на Родосе
Obsidio Rhodia (BNF, Ms latins n° 6067)

Уже в апреле, согласно архивам ордена, посол Баязида, Хуссейн-паша, был на Родосе с предложениями Баязида. В сентябре 1482 года (Шабан 887 г. Х.) были согласованы условия и султан заключил мир с орденом, сделав ему ряд существенных уступок. Отдельно было заключено соглашение о Джеме, которого рыцари обязались держать в бессрочном заключении в своих замках во Франции, тем самым фактически совершив предательство. За это они должны были получать ежегодную выплату в 45 000 (по другим сообщениям, 40 000) золотых дукатов от султана. Так Джем стал разменной монетой в дипломатических играх. Переговоры с рыцарями Родоса едва не были сорваны Гедик Ахмедом-пашой, который считал, что плата за тюремное заключение Джема — это продажа достоинства Османского государства. Когда Джем был вывезен во Францию, Баязид казнил Гедика Ахмеда-пашу. Кроме того, в декабре 1482 года (Шавваль 887 г. Х.) был казнён единственный оставшийся в руках Баязида сын Джема, трёхлетний Огуз.
В сопровождении свиты, состоящей из тридцати верных последователей, Джем покинул Родос, пробыв на острове 34 дня. С Родоса его вывезли 1 сентября 1482 года (17 Раджаба 887 г. Х.). Принцу было обещано, что король Франции поддержит его дело. Джем пока не знал, что он пленник, и ехал во Францию по своей воле. Он надеялся, что с помощью Франции и Венгрии сможет вернуться на родину с армией. Между тем, ещё ранее Баязид договорился с венецианцами о том, что те попытаются перехватить Джема на море, если он покинет Родос. Из документов известно, что 8 венецианских кораблей пытались задержать Джема на пути во Францию. Баязид, обеспокоенный тем, чтобы Джем не попал в Венгрию, отправил послов и шпионов на Запад. Чтобы обеспечить задержание Джема, посланник султана Хуссейн-бей был направлен ко двору французского короля.
После непростого путешествия, в ходе которого Джем со спутниками перенёс сильный шторм, наблюдал извержение Везувия и чуть было не был захвачен в плен галерами короля Неаполя, они прибыли в октябре в Ниццу. Джем, не подозревая о нечестности своих хозяев, похоже, был доволен развлечениями и непривычной европейской свободой. Согласно Саад-эд-дину, Джем «нашел в Ницце много красивых женщин и большое количество приятных садов». Ашик-паша-заде писал, что Джем проводил время в праздновании и веселье с французскими дворянами. Историк цитировал следующий куплет, который, принц написал в честь французского города: «Какой чудесный город — город Ницца, Где всё, что кто-то делает, остаётся с ним (в смысле — никто не требует отчёта)». В Ницце он весело прожил 4 месяца до тех пор, пока не началась эпидемия чумы. Опасаясь потерять ценного заложника, госпитальеры решили перевезти Джема ради его безопасности.

Места содержания Джема в плену госпитальеров

К этому времени принц начал понимать, что его хозяева были на самом деле его тюремщиками, а сам он — заключённым в руках ордена. Госпитальеры пытались под различными предлогами разделить принца с его слугами. Хотя рыцари по-прежнему заявляли, что относятся к Джему, как к гостю, но отныне принимали решения о его перемещении, даже не пытаясь создать при этом видимость учёта его собственных желаний. 5 февраля 1483 года принца отвезли в Шамбери, оттуда он сообщил венгерскому королю о том, что его люди были отделены от него. Плен принца в замках ордена затянулся на семь лет.
Джем был ценным заложником, приносящим политические выгоды и деньги. Желающих захватить его было предостаточно, поэтому госпитальерам приходилось всегда быть начеку. Султан Кайтбей, который с 1485 года воевал с Баязидом за владение Киликийской равниной и бейликом Дулкадир, пытался договориться о передаче ему Джема. Аналогичную деятельность развил и Матьяш Корвин, тоже имевший пограничные конфликты с османами. В 1486—1489 годах Матьяш Корвин отправил во Францию несколько посольств, целью которых было уговорить короля передать Джема в Венгрию, однако договориться с французским королём ему не удалось.
Мамлюкский султан обратился к посредничеству Медичи. Весной 1488 года агент Медичи во Франции, Лоренцо Спинелли, передал французскому королю предложение Кайтбея. Султан предлагал сто тысяч золотых дукатов за Джема. Однако поскольку к этому моменту папский нунций уже успел договориться о передаче принца папе, Кайтбей получил отказ. Баязид не оставлял попыток либо получить брата, либо за деньги добиться надёжного заключения Джема, чтобы противники Османской империи не могли его использовать. Филипп де Коммин писал: «Турок, ныне царствующий, направил к нему посла<…> Посол вез ему большой список реликвий, оставшихся в Константинополе в руках Турка, которые тот предлагал королю вместе с большой суммой денег, чтобы король соблаговолил получше охранять брата этого Турка, находившегося в нашем королевстве в плену у родосцев». Госпитальеры перевозили Джема из одной крепости в другую, пока не заключили его в Большую башню или Башню Зизима. Её специально построили для того, чтобы содержать пленника в Бурганёфе. Башня была оборудована специальными кухнями, турецкими банями и помещениями для сопровождавших Джема лиц, в том числе для охранников из ордена. Были предусмотрены все предосторожности для предотвращения побега или похищения ценного заложника. Согласно Х. Иналджику, переезд Джема в Бурганёф произошёл в 1487 году, однако обнаруженный отчёт османского шпиона, следившего за Джемом, проясняет, что как минимум в октябре-ноябре 1486 года Джем уже находился в так называемой Башне Зизима. Согласно К. Ситтону, пленника поселили в Бурганёфе примерно в июле 1486 года. Согласно жизнеописанию принца «События из жизни султана Джема», написанному одним из приближённых к Джему людей, во время пребывания в Бурганёфе спутники Джема и его люди, находившиеся на свободе, подготовили план побега принца. Побег не удался, поскольку «османский предатель» выдал замыслы своих товарищей коменданту замка. Разгневанный комендант хотел казнить спутников Джема, но подчинённые отговорили его. Основным их доводом было то, что госпитальеры якобы обманывали короля, рассказывая, что Джем сам решил остаться у рыцарей. Убийство всех спутников принца могло быть для короля подозрительным.

### Джем в Риме

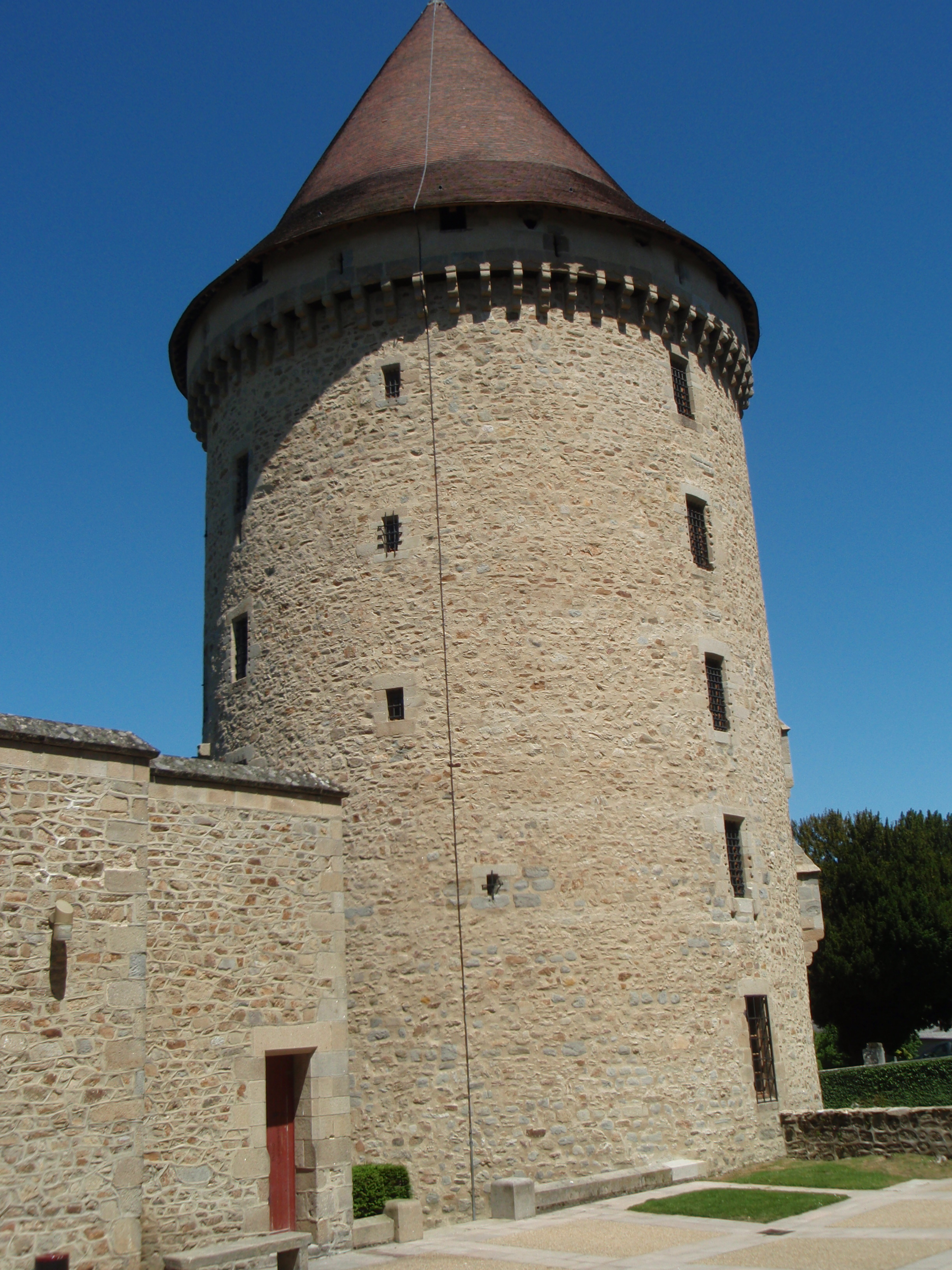
«Башня Зизима» в Бурганёфе.

Госпитальеры устроили торги за принца. Путём закулисных махинаций получить Джема «для всеобщего блага христианского мира» удалось Иннокентию VIII. 10 апреля 1488 года Карл VIII разрешил передать Джема папе. Принц должен был быть доставлен «в марку Анконы или в какое-то другое место в Италии на землях Церкви».
10 ноября (или около) 1488 года Джем покинул Бурганёф, 5 декабря он отплыл из Лиона по Роне в Авиньон. Госпитальеры были готовы в любой момент прервать путешествие пленника в случае неблагоприятного для них поворота переговоров с папой. 11 февраля 1489 года Джем и его тюремщики прибыли в Тулон, где их ждали две галеры ордена. Отплыть из Тулона удалось лишь через 10 дней ввиду неблагоприятной погоды. 4 марта 1489 года (Раби ас-сани 894) Джем был перевезён в Рим. Предательством доверившегося ему Джема Пьер д’Обюссон купил себе кардинальский сан. Через десять дней произошла встреча Джема с папой, и претендент пожаловался, что рыцари нарушили их соглашение с ним о доставке в Румелию и относились к нему как к заключённому. Джем также обвинил Д’Обюссона в мошенничестве. Дело в том, что великий магистр отправлял поддельные письма матери и жене Джема в Каир: от имени принца Д’Обюссон писал, что остался в Европе по собственной воле, но теперь готов вернуться, если они отправят 20 000 флоринов, чтобы покрыть расходы на путешествие. Д’Обюссон не смог оправдаться перед папой и отрицать свою вину. Ему пришлось немедленно уплатить папе 5000 флоринов, чтобы не быть осуждённым. Присутствие Джема в Риме увеличило международный престиж папы и придало вес его деятельности по подготовке крестового похода против османов. Сам же Джем просил, чтобы папа отослал его к семье в Каир, и утверждал, что никогда не будет сотрудничать с венграми против своих единоверцев. В Риме Джем принимал участие в торжественных выходах папы, у принца возникли отношения, похожие на дружбу, с Джованни Борджиа, одним из сыновей будущего папы Александра VI.
Баязид больше всех возмущался перевозкой Джема в Рим. Султан протестовал, напоминая о своём соглашении с орденом, которое д’Обюссон нарушил. Матьяш Корвин давил на папу, требуя передать Джема ему, а египетский султан предлагал 150—200 тысяч дукатов, чтобы Джем был отослан в Каир. 30 ноября 1490 года (17 Мухаррама 896) посол Баязида Капиджибаши Мустафа-бей прибыл в Рим с письмом султана, в котором Баязид уверял папу в своей дружбе и просил его подтвердить соглашение Баязида с рыцарями. Посол привез с собой 120 тысяч дукатов, представляющих трёхлетнюю пенсию для Джема, которая должна была быть передана лишь после того, как Мустафа удостоверится, что принц жив. Мустафа встретился с Джемом и передал ему письмо и подарки от Баязида. Свидетели описывали эту встречу: поскольку папа боялся, что Мустафа имеет задание отравить Джема, посланника заставили распечатать письмо Баязида Джему, понюхать и лизнуть все листы.
В течение следующих двух лет ситуация изменилась: Матьяш Корвин умер в апреле 1490 года, османо-мамлюкская война завершилась в 1491 году, а папа Иннокентий скончался в 1492 году. 9 июня 1493 года (23 Шабан 898) ещё один посол Баязида приехал в Рим, чтобы продлить соглашение о Джеме с Александром VI, преемником Иннокентия VIII. Посол привёз 150 тысяч дукатов в качестве пенсии Джема. Папа дал султану гарантии об удержании Джема, а правителей христианских держав заверил, что, удерживая Джема, он может нейтрализовать планы османов против христианского мира.

### В руках Карла VIII. Смерть
В 1495 году Карл VIII вторгся в Италию, желая вернуть под власть французской короны Неаполитанское королевство. Это никоим образом не устраивало папу и его союзников из Венеции и Милана, стремившихся ослабить французское влияние в Италии. В поисках помощи Александр даже обращался к Баязиду. Карл направил понтифику послание, в котором требовал для себя Неаполь, а в случае сопротивления угрожал захватить Рим и сместить папу. Одним из требований Карла была передача ему Джема для того, чтобы османский принц смог возглавить крестовый поход против своих единоверцев. При этом в сентябре 1494 года сам претендент публично отказывался участвовать в крестовом походе.
В конце декабря 1494 года Карл подошел к Риму, и испуганный папа Александр VI был вынужден пойти на его условия, в том числе — выдать Джема. За Джема папа потребовал залог в пятьсот тысяч дукатов и шестьдесят французских дворян. По этому договору Джем должен был быть возвращён папе, если крестовый поход не состоится в течение шести месяцев. 27 января 1495 года (1 Джумада аль-уля 900 года) Джем был передан Карлу. Баязид опасался, что французы могут перевезти претендента на Балканы, но 17 февраля 1495 года в местечке Тиано недалеко от Капуи Джем заболел. Он был помещен в носилки и доставлен в Неаполь, но, несмотря на усилия врачей, 25 февраля 1495 года (1 Джумада аль-уля 900 года) умер . Баязид узнал о смерти Джема от венецианцев 20 апреля 1495 года (24 Раджаба 900). По всей империи были объявлены публичные молитвы за душу Джема
Джем оставил завещание, в котором он:
- выразил желание, чтобы его смерть была предана огласке и «неверные» не смогли использовать его имя в своих планах крестового похода;
- просил Баязида похоронить его на османской земле,
- просил Баязида уплатить долги и оказать надлежащую помощь его матери, дочери и другим родственникам и слугам[5].

Воля Джема была исполнена Баязидом II, который объявил национальный траур по брату и потребовал выдачи его останков, которые тоже стали предметом торга и переговоров. Только через 4 года, в апреле 1499 года (Рамадан 904 г. Х.), Баязиду удалось получить тело брата. Могила Джема находится в Бурсе, которую он некогда собирался сделать столицей Анатолийской империи, в мавзолее его брата Мустафы.

## Гипотеза об отравлении
Пьетро Бембо написал, что султан Джем заболел и не перенёс болезни. По словам Бурхарда, «брат великого турка … расстался с жизнью от пищи или питья, несообразного с его природой и непривычного». Но не все современники верили в смерть Джема от естественных причин. Паоло Джовио и Франческо Гвиччардини утверждали, что папа отравил Джема, Сигизмондо деи Конти не обвинял понтифика, но писал, что многие люди подозревают папу в этом преступлении. Европейские историки полагали, что яд был дан Джему с пищей, а османские источники предлагали различные версии. Идрис Бидлиси описывал самую малоправдоподобную версию — якобы смерть принца была вызвана тем, что ему внесли яд во время бритья через порез; версии Идриса придерживается в своей хронике Саад-эд-дин. Другую версию высказывал автор Gyrbetname, который утверждал, что «сын папы дал Джему сладкую отравленную микстуру». При этом и османские, и европейские авторы, придерживавшиеся версии отравления, были единодушны в том, что убийство Джема было местью папы королю Франции. Как писал Л. Пастор (1854—1928): «В те дни все случаи внезапной смерти неизменно приписывались яду; и враги Александра сразу обвинили его в преступлении, но без малейшего основания. Понятно, что Джем умер естественной смертью».
Аргументом в пользу версии отравления служило письмо, преданное гласности кардиналом Джулиано делла Ровере. Иоганн Бурхард в своих дневниках передавал слова кардинала Гуркского о том, что Георгий Бузард, посланный папой к Баязиду, был схвачен Джулиано делла Ровере. Джулиано утверждал, что у Бузарда было письмо Баязида, адресованное папе. В этом послании, написанном на итальянском языке и датированном «12 сентября 1494 года от Рождества Христова», автор выражает опасения, что Джем попадёт в руки французского короля. Далее Баязид (если это действительно он писал письмо) предлагает папе «помочь означенному Джему избавиться от тягостей сего мира и переселить его душу в другой мир, где он имел бы самый лучший покой». За это папе предлагается в любом удобном для него месте получить «триста тысяч дукатов, чтобы <…> купить своим сыновьям какое-нибудь имение».
Леопольд Ранке указал следующие аргументы в пользу того, что письмо было подделкой:
- Имя посланника, направленного Баязидом в Рим, и имя, указанное в письме, не совпадали;
- Сомнительно, чтобы Баязид, мусульманский правитель, указывал дату «от рождества Христова»;
- Странным является то, что письмо Баязида написано на итальянском;
- В тексте письма вместо названия Корана используются слова «наше Евангелие».

Манделль Крейтон (1843—1901), напротив, доказывал аутентичность письма. Но, как писал британский историк церкви Г. И. Йордан, также придерживавшийся версии отравления, «мы не думаем, что может быть удовлетворительно доказано, что Александр планировал отравить принца Джема». Современные историки признают маловероятной смерть Джема от отравления и склоняются к версии о смерти либо от пневмонии, либо от рожи.

## Принц поэтов
Значение имени Джема неизвестно. Доминик Буур вслед за Каурсином писал, что Джем означает «любовь» (amour). Дмитрий Кантемир писал, что «Джем в общем языке означает сорт винограда, более вкусный, чем все остальные». По мнению Кантемира, в том варианте, как это имя писалось на арабском, оно приобретало сказочный и магический смысл.

### Личность
Джем был энергичным, воинственным, жестоким и открытым. Многие современники Джема оставили его описания. Наибольшего интереса заслуживает свидетельство Андреа Мантенья в письме от 15 июня 1489 года к маркизу Франческо Гонзага. Мантенья лично несколько раз встречал Джема. По словам художника, претендент на османский престол держал себя гордо и не обнажал голову даже перед папой. Принц ел пять раз в день и спал некоторое время после каждого приёма пищи, а перед едой пил воду с сахаром. Ходил он, «как слон, мерным шагом, подобным ритму венецианского хора». Мантенья писал, что Джем «часто держит глаза полузакрытыми» и как будто не обращает внимания на то, что проходит вокруг. Каурсин описывал внешность принца так: «Его глаза голубые и несколько косые, густые брови почти соединяются у переносицы. Та, что слева, прямая, та, что справа, загибается к глазу. Рот маленький, губы полные, обычно он поджимает их слева. Он приподнимает губу, показывая зубы, и потом прячет их. Прикрывает левое веко и поднимает его». Маттео Боссо отмечал, что у Джема «один глаз косой, и он держит его наполовину закрытым». В 1489 году епископ Тортонский Иаков Ботта видел въезд Джема в Рим и описал принца в письме Герцогу Миланскому. Иаков отметил мрачное выражение лица, неестественный глаз, тучность и невысокий рост. Историк и секретарь папы Юлия II Сигизмондо деи Конти и Гийом Каурсин, напротив, описывали Джема как высокого, мощного человека, со смуглым лицом, крючковатым носом и голубыми сверкающими глазами. Сигизмондо деи Конти отмечал дикое выражение лица принца, его изменчивый и жестокий характер.
Европейцы были знакомы с медалями Мехмеда, выполненными итальянскими художниками. Маттео Боссо, аббат из Фьезоле, находившийся в Риме 13 марта 1489 года, во время приезда Джема, написал в одном из своих писем, что принц был живым портретом своего отца. Феррарские и мантуанские посланники отмечали сильное сходство между принцем и его отцом.
По словам Мантеньи, Джем любил выпить, выражение его лица после выпивки становилось свирепым. Это подтверждалось другими описаниями. Люди принца боялись своего хозяина. Он был жесток и, по слухам, убил четырёх человек. В письме 15 июня 1489 года художник писал: «сегодня он жестоко издевался над переводчиком».

### Изображения
Известно, что Пинтуриккио изобразил Джема на фресках в замке св. Ангела, но эти росписи ныне утрачены. По мнению биографа Джема Л. Туана, не существует подлинных портретов принца. Однако некоторые историки, в том числе историки искусства, уверены, что на фреске Пинтуриккио «Диспут св. Екатерины Александрийской с философами перед императором Максимилианом» в Апартаментах Борджиа в Ватикане есть изображение Джема. Известно, что Пинтуриккио писал «Диспут» в то время, когда Джем был в Риме. Филипп Шафф полагал, что портретом Джема является изображение всадника на белом скакуне в правой части фрески (V). Эту версию поддерживает большинство искусствоведов, поскольку описание очевидцами внешности Джема содержало «крючковатый нос». Однако это не единственная существовавшая версия. Достаточно распространённым было и остаётся мнение, что Джем нарисован стоящим рядом с Екатериной в белом тюрбане (III)(Коррадо Риччи,  Мария Сильвестрелли), а на коне изображён Джованни Борджиа, иногда наряжавшийся в турецкие одежды. Иоганн Бурхард описывал выезд папы 5 мая 1495 года так: «Впереди креста шествовали справа султан Джем<…>, а также Иоганн [Хуан] Борджиа, герцог Гандии, сын святейшего папы нашего, в турецком наряде». Но, изображая турка в Библиотека Пикколомини Дуомо Сиены на фреске «Папа Пий II прибывает в Анкону» и турка в апартаментах Борджиа в Ватикане на фреске «Диспут св. Екатерины Александрийской» (IV), Пинтуриккио, по-видимому, вдохновлялся рисунком стоящего турка Джентиле Беллини (II). Известно, что Пинтуриккио использовал восточные рисунки Дж. Беллини.
В XIX веке был обнаружен рисунок, ныне приписываемый Дж. Беллини(I). Первое время считалось, что на нём изображён Джем.
Беллини и Пинтурикио
В Recueil d'Arras, манускрипте (альбоме с набросками портретов), относящемся к середине XVI века и приписываемом нидерландскому автору, содержится изображение, подписанное «Le frere du Turc, nomme Zelin»(VI). Также за изображение Джема часто принимали изображения Чезаре Борджа. Мужчина на неподписанном портрете из городского музея Венеции тоже по ошибке идентифицировался как Джем(VII).
Джем неоднократно описывался очевидцами как безбородый. Он щурил один глаз, у него были маленькие уши, маленький рот с полными губами и маленькие, мясистые руки. Это описание соответствует портрету из Венского кодекса 8615 (VIII), который, вероятно, является копией утерянного оригинала Джентиле Беллини или Костанцо да Феррары.
Иные изображения, идентифицировавшиеся как портреты Джема

### Труды
По мнению турецкого историка литературы Г. Кута, Джем был человеком глубокой культуры, он прекрасно знал классическую литературу.
1. Турецкий Диван[5] записан и сохранён Ашик-паша-заде и опубликован Х. Эрсоилу в 1989 году в Анкаре. Джем отправил диван из Европы Баязиду в надежде на прощение[107].
Известные копии: Библиотека Стамбульского университета nr. 5474 и nr. 5547; Библиотека Миллет (Millet Library), фонд Али Эмири Эфенди (Ali Emiri Efendi), MS Manzum 81; Библиотека Сулеймание, Lala İsmail 43 и MS Fatih 3794; библиотека музея Топкапы MS Revan 739, Бурса, Библиотека Орхана Хараччи (Orhan Haraçcı Library), MS E. 6. Факсимиле последней опубликовал И. Х. Эртайлан[23].
2. Персидский Диван[5] содержит 2415 бейтов и сохранился в четырёх рукописях: Стамбул, Библиотека Миллет (Millet Library), фонд Али Эмири Эфенди (Ali Emiri Efendi), MS Manzum 328; Библиотека Сулеймание MS Fatih 3794; библиотека музея Топкапы MS Revan 739; Бурса, Библиотека Орхана Хараччи (Orhan Haraçcı Library), MS E. 6[108].
3. «Джемшид и Хуршид» — месневи, переведённая от имени его отца. До Джема был известен перевод авторства Ахмеди. Известны две копии: Библиотека Вахита Паши (Vahit Paşa Kütüphanesi) 1666 и Библиотека факультета теологии (İlahiyat Fak. Ktp.) 18464[108].
4. Fal-ı Reyhan-ı Sultan Cem - месневи из 48 бейтов с цветочным гороскопом[109]. Содержится в двух манускриптах: Библиотека Стамбульского университета TY. 5547 (листы 109a-111b) и TY. 5474 (листы 58b-60b). Авторство Джема оспаривается[108].

### Оценка
В своих диванах Джем широко использовал исторические и легендарные сюжеты. Большое влияние на поэзию Джема оказал Низами. Поэзия Джема отражает его внутренние переживания — в ней прослеживается тоска по покинутой родной земле, грусть от смерти маленького сына Огуза.
Согласно османскому историку Латифи, Джем считался выдающимся поэтом. Современные историки литературы оценивают его менее восторженно. Джем не был, по словам Г. Кута, первоклассным поэтом, и его поэзия была ограничена классическими литературными формами. По мнению историков литературы, уровень персидских стихов Джема превосходит уровень турецких.

## Семья
У шехзаде Джема ещё до бегства из Османской империи были дети, имена матерей которых неизвестны:
- сын Огуз (1480—1482) был в Стамбуле заложником у деда, Мехмеда II. Казнён по приказу Баязида II после бегства отца в Каир[110].
- сын Мурад (? — 24 декабря 1522) был увезён в Каир во время бегства отца, потом жил на Родосе, принял католицизм. Он воевал на стороне госпитальеров против османской армии во время осады Родоса Сулейманом I и по приказу султана был казнён после победы османов.

Относительно количества детей Мурада и их судьбы существуют разные версии. Согласно наиболее распространённой, вместе с Мурадом были казнены два его сына, а его жена и две дочери были отправлены в Стамбул. Й.Хаммер и И.Узунчаршилы писали лишь об одном казнённом с Мурадом сыне. Й. Хаммер не уточнял, сколько детей и какого пола было у Мурада помимо казнённого сына, просто отметив, что «остальные дети и жена» были отосланы в Стамбул. Дж. Гудвин утверждал, что Мурад был казнён вместе со всей семьёй, не указывая никаких источников.
Представители различных семей Саид (Саитус) утверждают, что являются потомками спасшегося сына Мурада. В своём романе о Джеме писатель Морис Карон утверждает, что Мурад жил с 1490 года в Италии и получил титул «принц Саид». Однако, согласно мальтийскому генеалогическому сайту, представители семей с фамилией «Саид» или «Саитус» не имеют отношения к Джему.
- дочь Гевхер Малик-султан — Баязид упомянул её в мюльк-наме как «дочь покойного и прощенного султана Джема, невиновная Гевхермулюк-султан». Муж 1: Назир Мехмед ( — 1498), мамлюкский султан в 1496—1498 годах, сын мамлюкского султана Кайтбея; муж 2: с 1503 года, Мустафа-бей ( — 1552), сын Арнавута Синана-паши. Баязид настоял на её выдаче после смерти первого мужа и выдал замуж за сына врага её отца. Именно Синан-паша, женатый на дочери Баязида, перехватил гонца, которого послал к Джему великий визирь с известием о смерти Мехмеда II. Согласно официальным записям, эта дочь Джема была удостоена подарков султана в феврале 1504[120].

Й. Мордтман полагал, что речь идёт об одной дочери. Однако, согласно Х. Иналджику, М. Чезару, И.Узунчаршилы и Д.Алдерсону, у Джема были две дочери.
В комментариях к книге Жюля Мишле редакторы написали, что женой Джема была Елена Орсини, однако их источники неизвестны.
В биографии Джема Vaki’at-i Sultan Djem есть упоминание некоей девушки, которая привлекла внимание Джема во время плена примерно в 1483—1484 годах. «Между нею и Джемом родилась взаимная любовь». Автор не упоминает её имени, уточняя лишь, что она была дочерью коменданта или владельца крепости . Европейские авторы стали использовать этот сюжет позднее. В 1661 году в «Всеобщей истории Дофине» Николя Шорье упомянул, что Елена-Филиппа, дочь Жака де Сассенаж, в замке которого некоторое время содержался Джем, привлекла внимание принца. Этот краткий рассказ Шорье повторил в изданной в 1672 году генеалогии дома Сассенаж. Браки и потомство Филиппы-Елены описаны Шорье, никакого упоминания, что у неё была связь с Джемом или дети от него, у Шорье нет. Однако романтический сюжет почти сразу был использован в более развитом виде и стал популярным. В 1673 году в Гренобле был опубликован роман Ги Алларда под названием Zizimi prince ottoman, amoureux de Philipine-Helene de Sassenage. В романе Алларда Зизим полюбил Филиппу, чья великая красота принесла ей прозвище Елена, и сказал её отцу, барону де Сассенаж, что готов стать христианином, чтобы жениться на девушке. Но по сюжету Филиппа была влюблена в Лорана де Бомона, лорда Сен-Квентин, и принимала ухаживания принца только из вежливости, считая их простой галантностью. Барон Сассенаж, чтобы избавиться от внимания Зизима, поспешил выдать дочь замуж.
В 1722-24 году в Париже на эту же тему вышел роман под названием La Vie et les aventures de Zizime, fils de Mahomet II, empereur des Turcs, avec un discours préliminaire pour servir à l’histoire des Turcs. Французский писатель Виктор Кассиен писал, что, «по словам турецких историков», Джем встретился в замке с проживавшей по соседству необычайно красивой дочерью барона де Сассенажа. Между молодыми людьми появились взаимные чувства, вызвавшие переписку и свидания.

## Комментарии
1. ↑  Тюркские воины соревновались, увеличивая вес оружия[26].
2. ↑   Касым-бея Караманида европейцы называли "Gran Karamano" и считали королём Киликии[35]
3. ↑  Мехмед держал в столице своих внуков Коркуда и Огуза, сына Джема, заложниками как гарантию повиновения сыновей.
4. ↑  По словам Каурсина: «Им подавали всевозможные блюда... Варвар восхищался нравами латинян. Он не успокаивался, смущаясь, потому что его ноги не были сложены обычным способом. Сначала он пробовал блюда по очереди, и, отвергая сладкие, выбирал кислые. Во время еды он осматривал помощников и брал еду, наклонившись над столом. Он часто смотрел на великого магистра, чтобы увидеть, как тот ест.
Музыканты не преминули очаровать слух гармонией своих инструментов. Среди прочего, какой-то британский человек произвел очень мягкие звуки, используя четыре флейты на предплечье. Звук голосов певцов добавил очарования. Но варвар, который не привык к таким сладким песням, не получал удовольствия, пока турок, работавший на кухне, не издал мелодию из варварского инструмента. Посмотрев на него, [Джем] улыбнулся на мгновение[51].
5. ↑  В переписке Баязида с Д'Обюссоном указывается сумма в 40 000 дукатов[53].
6. ↑  «Во вторник, 27 января, поздно вечером Джем, султан, брат великого турка, в сопровождении конного эскорта был переведен из замка св. Ангела в палаццо св. Марка и вручен там королю Франции»[72]
7. ↑  «В среду, 25 февраля, Джем, иначе Зизим, брат великого турка, который недавно был вручен королю Франции святейшим папой нашим на основании заключенного между ними условия и договора, расстался с жизнью от пищи или питья, несообразного с его природой и непривычного. Труп Джема потом, по настоянию и мольбам великого турка, был послан тому же великому турку со всем двором; турок за это, как говорят, выплатил или подарил большое количество денег»[73].
8. ↑  Полностью легенда на портрете гласит: "Le frère du Turc nommé Zelim estans prinz à Rhode fut envoyé au  Pape Alexandre à Rome, lequel le donna à Charles, roy de France pour en faire son plaisir, quand le roy alla à Naples. Ce mesme visage  fut envoyé au roy Philippe"[95].
9. ↑  Версия восходит к Теодору Спандунесу[113].
10. ↑  Версия восходит к Хайдару Челеби и Феридуну Ахмеду[113].